# Crossroad (album de Calvin Russell)
Crossroad est un album de Calvin Russell, publié en 2000. Il a été enregistré pendant la tournée, dans différentes villes françaises (Rennes, Bordeaux, Châteaulin, Besançon, Vitry le François, Blois, Montbelliard, Alençon, Grenoble), devant un public francophone.

## Liste des morceaux
| No  | Titre                      | Durée |
| --- | -------------------------- | ----- |
| 1.  | Where the Blues Get Born   | 3:07  |
| 2.  | One Meat Ball              | 4:37  |
| 3.  | Let The Music Play         | 4:21  |
| 4.  | A Crack in Time            | 3:38  |
| 5.  | Time Flies                 | 3:35  |
| 6.  | Soldier                    | 4:54  |
| 7.  | Little Stars               | 4:38  |
| 8.  | Rats and Roaches           | 3:01  |
| 9.  | Crossroads                 | 4:59  |
| 10. | Behind the 8 Ball          | 4:51  |
| 11. | Sam Brown                  | 5:13  |
| 12. | Wild Wild West             | 3:52  |
| 13. | This Is Your World         | 5:36  |
| 14. | That Wouldn't Be Enough    | 3:07  |
| 15. | I Gave My Soul to You      | 3:30  |
| 16. | Somewhere Over the Rainbow | 5:22  |